# Дніпровський автобусний завод
Дніпровський автобусний завод — входить в холдинг ЛАЗ, спеціалізується на виробництві та капітальному ремонті автобусів.

## Історія

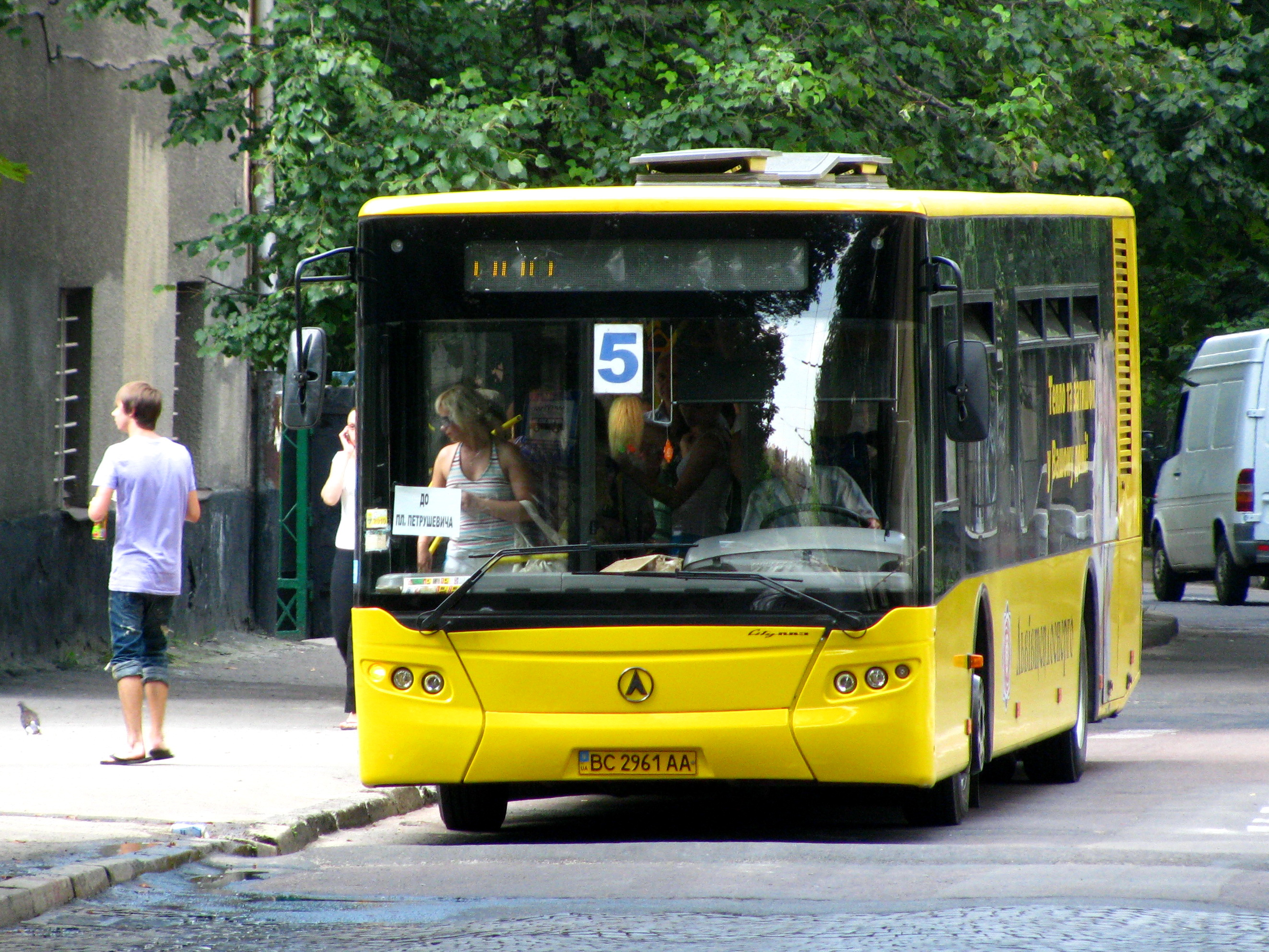
Автобус ЛАЗ А183

Заснований в 1965 році як Дніпродзержинський авторемонтний завод для капітального ремонту чехословацьких автомобілів «Татра» і «Шкода», що надходили в СРСР. З запуском другої черги заводу, в 1970 році підприємство освоїло капітальний ремонт автобусів «Ікарус». У 1980-х роках саме капітальний ремонт «Ікарусів» став основним напрямком діяльності заводу. 1994 року підприємство було перетворено у ВАТ «Дніпродзержинський авторемонтний завод». У 1998 році завод освоїв виробництво власного автобуса ДАЗ-3220 «Дніпро» на шасі вантажівки ГАЗ і його модифікації з карбюраторним двигуном ДАЗ-3221. 2001 року підприємство перейменовано у ВАТ «Дніпродзержинський автобусний завод». У тому ж році на шасі автомобіля IVECO Turbodaily реалізовано проект автобуса малої місткості ДАЗ-3240 "Дніпро", який в серію не пішов і залишився працювати на заводі. Нині підприємство змінило форму власності і входить до складу холдингу ЛАЗ. 2003 року на Дніпровський автобусний завод передано технологічне оснащення на автобуси ЛАЗ-695, і розгорнуто їх виробництво. В рамках державної програми України «Шкільний автобус» на ДАЗі реалізований власний варіант шкільного автобуса на базі ЛАЗ-695Н. В липні 2011 року завод почав випуск автобусів ЛАЗ А183. Крім виробництва нових автобусів підприємство продовжує виконувати замовлення на здійснення капітальних ремонтів вітчизняних автобусів та «Ікарусів».
У 2012 році завод освоїв виробництво автомашин «швидкої допомоги» на базі автофургона Renault Master. З 1 січня до початку червня 2012 року завод випустив 8 автобусів і 5 автомашин «швидкої допомоги» .
У березні 2013 року керівництво холдингу "ЛАЗ" ухвалило рішення про перенесення виробництва міських автобусів ЛАЗ із Львівського автобусного заводу в Дніпродзержинськ та припинення виготовлення автомашин «швидкої допомоги» на Дніпровському автобусному заводі.

## Продукція
- ДАЗ-3220 «Дніпро» —автобус малої місткості з дизельним двигуном на шасі ГАЗ-3309. Фото [Архівовано 4 березня 2016 у Wayback Machine.]
- ДАЗ-3221 «Дніпро» — автобус малої місткості з карбюраторним двигуном на шасі ГАЗ-3307. Фото
- ЛАЗ-695 —автобус середньої місткості. випускаються модифікації ЛАЗ-695Н (з карбюраторним двигуном), ЛАЗ-695Т (з дизельним двиуном), ЛАЗ-695НГ (з газобалонним обладнанням) і шкільний ЛАЗ-695Н. Фото
- ЛАЗ А183 — низькопідлоговий міський автобус з дизельним двигуном.